# Tovomita killipii
Tovomita killipii är en tvåhjärtbladig växtart som beskrevs av José Cuatrecasas. Tovomita killipii ingår i släktet Tovomita och familjen Clusiaceae. Inga underarter finns listade i Catalogue of Life.